# ای.۱۰۹ ایردال
ای. ۱۰۹ ایردال (به انگلیسی: Beagle_Airedale) یک هواگرد ملخ‌پیشین تک‌موتوره از نوع ترابری غیرنظامی ساخت شرکت Beagle Aircraft است. هواگرد ای. ۱۰۹ ایردال نخستین پروازش را در ۱۶ آوریل ۱۹۶۱ میلادی انجام داد. در مجموع، تعداد ۴۳ فروند از این هواگرد ساخته شده‌است.